# 杜博维哈伊 (赫梅利尼茨基州)
50°1′19″N 27°32′59″E / 50.02194°N 27.54972°E

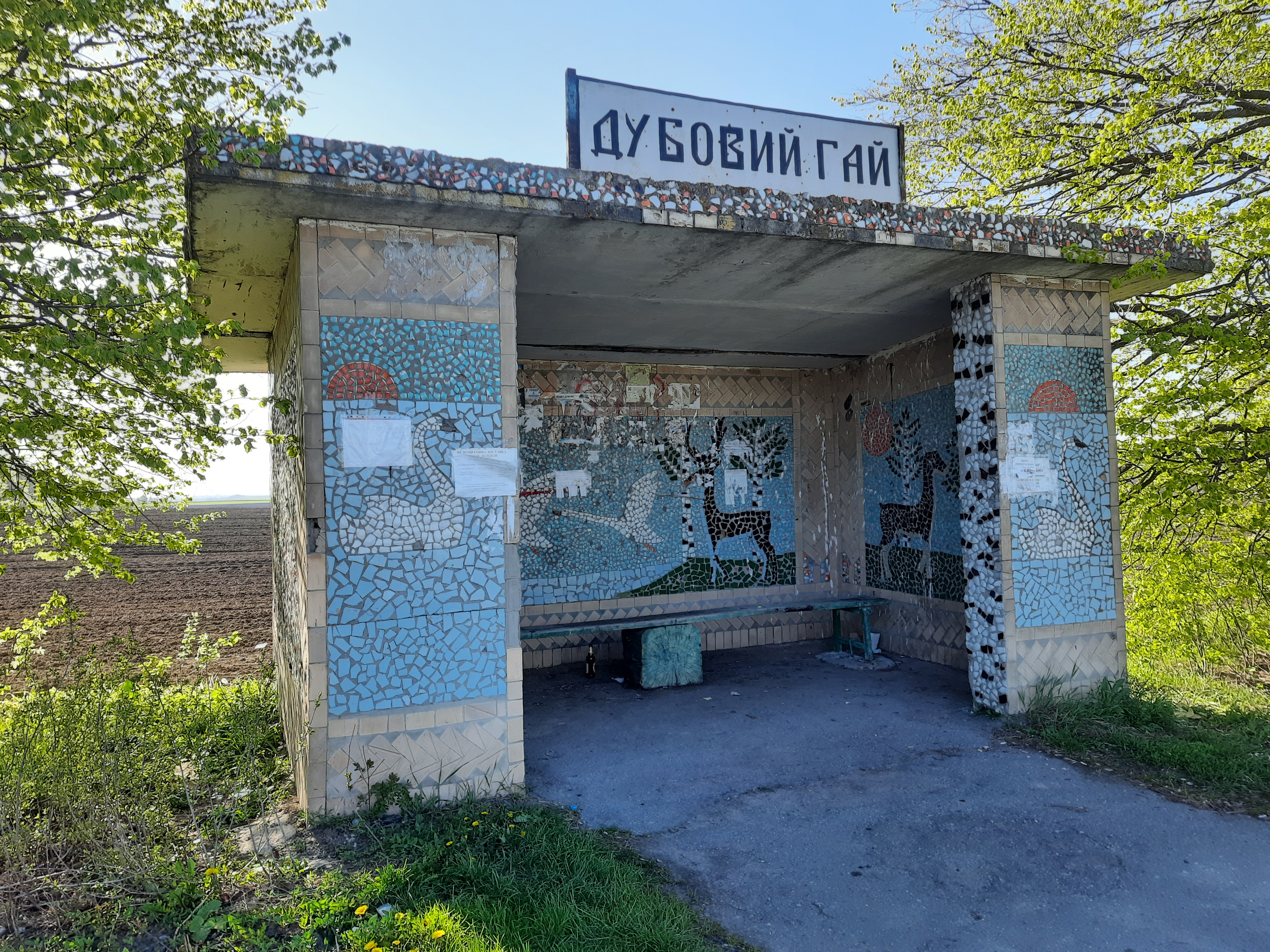
公交车站

杜博維哈伊（烏克蘭語：Дубовий Гай），是烏克蘭的村落，位於該國西部赫梅利尼茨基州，由舍佩蒂夫卡區波隆内市镇負責管轄，始建於1987年，面積0.45平方公里，2013年人口180，人口密度每平方公里465.3人。